# Anatole (geslacht)
Anatole is een geslacht van vlinders van de familie prachtvlinders (Riodinidae), uit de onderfamilie Riodininae.
De wetenschappelijke naam van het geslacht werd voor het eerst geldig gepubliceerd in 1819 door Jacob Hübner.

## Soorten
- A. agave (Godman & Salvin, 1886)
- A. alma (Strecker)
- A. caelestis (Röber, 1927)
- A. glaphyra (Westwood, 1851)
- A. leucogonia Stichel, 1911
- A. mella Doubleday, 1847
- A. pactyas Doubleday, 1847
- A. rossi Clench, 1964
- A. thara (Hewitson, 1857)
- A. urichi (May, 1972)